# Abel Kiviat
Abel Richard Kiviat (New York, 23 giugno 1892 – Lakehurst, 24 agosto 1991) è stato un mezzofondista statunitense.

## Biografia
Dopo aver fatto registrare per tre volte in 15 giorni il record mondiale nei 1500 metri piani, abbassandolo fino a 3'55"8, nel 1912 prese parte ai Giochi olimpici di Stoccolma. Conquistò la medaglia d'argento nei 1500 metri, alle spalle del britannico Arnold Jackson: fu la prima volta che durante un'olimpiade venne usato un antesignano del fotofinish per stabilire il vincitore di una gara. Nella stessa competizione ottenne il titolo di campione olimpico nei 3000 metri piani a squadre insieme ai connazionali Tell Berna, George Bonhag, Louis Scott e Norman Taber.
Nel 1984 Kiviat, che era ebreo, entrò nella International Jewish Sports Hall of Fame e, nel 1985, anche nella National Track & Field Hall of Fame.
Morì nel 1991 all'età di 99 anni a causa di un tumore. Fino al momento della sua morte, Kiviat era il più vecchio medagliato olimpico vivente.

## Record mondiali
- 1500 metri piani: 3'55"8 ( Cambridge, giugno 1912)

## Palmarès
| Anno | Manifestazione  | Sede      | Evento           | Risultato | Prestazione | Note |
| ---- | --------------- | --------- | ---------------- | --------- | ----------- | ---- |
| 1912 | Giochi olimpici | Stoccolma | 1500 m piani     | Argento   | 3'56"9      |      |
| 1912 | Giochi olimpici | Stoccolma | 3000 m a squadre | Oro       | 9 p.        |      |